# Archytas platonicus
Archytas platonicus är en tvåvingeart som beskrevs av Cortes och Campos 1971. Archytas platonicus ingår i släktet Archytas och familjen parasitflugor. Inga underarter finns listade i Catalogue of Life.